# Isabel Wilkerson
Isabel Wilkerson (Washington, D.C., 1961) é uma jornalista estadunidense, vencedora do Prêmio Pulitzer e autora de The Warmth of Other Suns: The Epic Story of America's Great Migration.